# At-Taib
Koordinaten: 18° 37′ N, 37° 41′ O
At-Taib (arabisch التيب, ägyptisch-arabisch it-Tēb), bekannt auch als El Teb oder Hillet Ateib, ist eine Oase im sudanesischen Bundesstaat al-Bahr al-ahmar.

## Lage
Sie liegt im sudanesischen Bundesstaat al-Bahr al-ahmar, rund 650 Kilometer nordöstlich von Khartum, südlich von Sawakin und etwa 15 Kilometer südlich vom kleinen Küstenort Trinkitat am Roten Meer auf dem Weg nach Tokar.

## Geschichte
Am 4. Februar 1884 konnte der General der Mahdisten Osman Digna in der ersten Schlacht von El Teb das anglo-ägyptische Heer von Baker Pascha schlagen und die Forts von Tokar und Sinkat einschließen. Die Briten schickten deshalb 5000 Mann unter Gerald Graham, um die wichtige Küste des Roten Meeres zurückzugewinnen. Graham konnte Osman Digna wiederum bei der Zweiten Schlacht von El Teb am 29. Februar schlagen und erreichte am 3. März Tokar. Trotz des Sieges von Graham in at-Taib und zwei Wochen später in Tamai mussten sich die Briten auf die Stellung Sawakin zurückziehen und dort während der zehnjährigen Mahdi-Herrschaft ausharren.